# NK Slavija Pleternica
NK Slavija Pleternica nogometni je klub iz Pleternice.
U sezoni 2023./24. se natječe u 3. NL – Istok.

## Povijest

### Prvi počeci nogometa u Pleternici
Prema sjecanjima, prvu pravu nogometnu loptu donio je učitelj Zvonimir Vlašić 1909. godine u tadašnju pleterničku Pučku školu. Prvo pravo igralište bilo je na pleterničkom sajmištu koje je lokalno stanovništvo zvalo vašarište, nedaleko od današnje željezničke postaje. U to vrijeme još se nije igrao organizirani nogomet, nego su se ovim sportom bavile tek pojedine družine.

### Nogometni klubovi Zrinjski i Tomislav
Budući da se u dato vrijeme u Hrvatskoj posebno štovao kult Zrinskih (Zrinjskih) i Frankopana, Pleterničani su, kao i mnogi Hrvati, prezime Zrinski uzeli kao naziv svog novog kluba, ali i kao smjer hrvatske nacionalne orijentacije. Uz pomoć obrtnika, Brodske imovne općine (na čelu s dipl. ing. Lukom Bauerom), općine i drugih nabavljena je skromna oprema koja je tada bila vrlo skupa, pa su se i dresovi šivali, prali i čuvali u kućnoj radinosti. Dresovi su imali prugaste uzorke, crno-bijele boje. Fotografije iz toga vremena vrlo su rijetke, a prve dvije su izrađene 1930. i 1932. godine. Godine 1934. u Osijeku je osnovan Nogometni podsavez, a Zrinjski je prvi puta registriran 1934.
Drugi pleternički klub, Tomislav, dobio je ime po hrvatskom kralju Tomislavu, a osnovan je 1935. Prema sjećanju sudionika poticajnu trojku osnivača činilij su Mihael Bauerfreund (trgovac i gostioničar), Lovro Tonković (općinski službenik) i Karlo Golubović (mlinar). Treninzi nisu bili redoviti niti sustavni, nego bi se mladež dva puta tjedno sastajala te rekreativno igrala viktorije (igra dva tima na jedan gol). Slično kao i Zrinjski, i Tomislav je svoje utakmice igrao uglavnom u susjednim mjestima, poput Požeških Sesveta i Kutjeva.
Kasnije su obje momčadi često igrale u Novoj Kapeli, Slavonskom Brodu, Sibinju, Podvinju, Požegi, Našicama i Novoj Gradišci. Uglavnom se putovalo vlakom, a u bliža mjesta konjskim zapregama, biciklima, čak i pješice. I Zrinjski i Tomislav imali su svoje kibice, pomagače, vodstvo i sitne dobrotvore. To su bili uglavnom pleternički obrtnici, gostioničari, trgovci, imućniji seljaci i vinogradari. Kraj Zrinjskog i Tomislava bliži se dolaskom rata.

### Nogomet u Pleternici nakon Drugog svjetskog rata

#### Nogometni klubovi Borac, Željezničar i Pleternica
Nakon ratnih nedaća, u Pleternici ponovno zaživljava ideja o igranju nogometa. Godine 1946. osnovan je novi nogometni klub, tada popularnog imena Borac. Osnivanje podržavaju borci iz proteklog rata, poput braće Vinklarek, Tomislava Bukojevića, Mate Josipovića, a kasnije se priključuju i drugi. Klub se uspješno natjecao u Brodskom podsavezu. Nogomet tada na razne načine podupiru pleternički obrtnici. Godine 1951. Borac je bio na vrhuncu snage i uspješno se nosio sa svim klubovima ondašnje lige.
Godine 1950. u Pleternici se ponovno pokreće drugi nogometni klub, imena Željezničar, nakon što je pojačan rad sindikalne podružnice na željeznici. Osnivači su bili Ivica Posavac i Pero Zandona. Klub je svoj vrhunac doživio u ljeto 1951. godine, pod vodstvo trenera Jospia Vrabeca.
U rujnu 1951., nakon što je veći broj igrača Borca otišao na služenje vojnog roka, rađa se ideja o fuziji dva kluba. Glavni zagovarači ideje bili su Josip Vrabec, Štefa Jelić i Dragutin Pavličević. Ujediniteljskom skupštinom nastaje Nogometni klub Pleternica, a svoju prvu službenu utakmicu igra 30. rujna.

#### Nogometni klub Slavija
U veljači 1952. godine u popularnoj pleterničkoj gostionici Marinović sastaje su uprava NK Pleternica na izvanrednoj skupštini. Prva stavka dnevnog reda bio je novi naziv kluba. Dragutin Pavličević predlaže ime Slavija, a prijedlog pobjeđuje sa 16 glasova od ukupno 36. Izrađeni su novi pečati kluba, nabavljeni su novi dresovi i kopačke. Počela je i akcija ograđivanja igrališta, koje je tijekom vremena pomaknuto nekoliko stotina metara od prvobitnog terena na vašarištu. Gledateljstvo je bilo brojno, ali se nisu naplaćivale ulaznice. Vrijedno je izdvojiti i kako tih, pedesetih godina, za Slaviju nastupa i Ivo Tomić, kasnije poznati sportski novinar.
Slijedi prikaz važnih datuma i događanja iz novije povijesti kluba:
| Godina | Događaj |
| ------ | --- |
| 1964.  | Događa se „šećerna afera“, Slavija u dogovorenoj utakmici gubi rezultatom 17:0 od Radničkog u Županji, kojemu je trebala pobjeda od 14 golova razlike. Nogometni podsavez Slavonske Požege pokreće kazneni postupak protiv 6 igrača i članova uprave Slavije. |
| 1966.  | igrač Slavije Pero Golub s nepunih 20 godina proglašen je najuspješnijim sportašem tadašnje požeške općine. |
| 1967.  | dana 30. srpnja održano je svečano otvorenje igrališta kraj rijeke Orljave (gdje se nalazi i danas). Odigrana je prijateljska utakmica sa zagrebačkim prvoligašem NK Zagreb. Gosti pobjeđuju rezultatom 2:10. |
| 1968.  | Slavija u prijateljskoj utakmici ponovno ugošćuje NK Zagreb. Pred 1.000 gledatelja gosti pobjeđuju rezultatom 0:2. |
| 1969.  | dana 19. travnja Slavija igra svoju prvu međunarodnu utakmicu, na svom stadionu pred 500 gledatelja pobjeđuje talijanskog trećeligaša FC Libertas iz Gorizie rezultatom 4:1. |
| 1973.  | dana 10. lipnja u Pleternici gostuje zagrebački Dinamo. Utakmica se igra pred 3.000 gledatelja, a pobijeđuju gosti rezultatom 1:10. |
| 1976.  | dana 19. svibnja u Pleternici gostuje tuzlanska Sloboda. Utakmica se igra pred 400 gledatelja, a pobijeđuju gosti rezultatom 0:5. |
| 1983.  | završena je obnova i uređenje stadiona. |
| 1984.  | dana 2. lipnja u Pleternici gostuje mostarski Velež. Pobijeđuju gosti rezultatom 0:1. Nedugo zatim, 13. lipnja, ponovno gostuje zagrebački Dinamo, koji pobjeđuje rezultatom 1:2. |
| 1985.  | dana 29. rujna u Pleternici gostuje osječki prvoligaš NK Osijek. Utakmica je odigrana pred 500 gledatlelja, a pobijeđuju gosti rezultatom 0:7. |
| 1987.  | dana 12. rujna snage odmjeravaju veterani Slavije i zagrebačkog Dinama. Pobjeđuju gosti rezultatom 3:4. |
| 1988.  | dana 2. rujna u Pleternici ponovno gostuje osječki prvoligaš NK Osijek. Utakmica završava rezultatom 1:1. |
| 1989.  | Slavija je najuspješniji klub na području Požeškog nogometnog saveza, a najuspješnijim trenerom proglašen je nekadašnji igrač Pero Golub. |
| 1992.  | nakon Domovinskog rata Slavija se počinje natjecati u novoosnovanoj III. HNL – Istok. |
| 2007.  | Slavija se plasirala u novoosnovanu III. HNL – regija Osijek – Varaždin. |
| 2010.  | dana 22. rujna u Pleternici se igra utakmica šesnaestine finala Hrvatskog nogometnog kupa. Protivnik je šibenski prvoligaš HNK Šibenik. Utakmica se igra pred 1.500 gledatelja, a gosti nakon rezultata 3:3 pobjeđuje s 3:4 u produžecima i plasiraju se u daljenje natjecanje. |
| 2011.  | dana 17. lipnja u Pleternici je predstavljena knjiga „85 godina NK Slavije u Pleternici“. Iste godine, dana 23. lipnja, povodom obilježavanje 85. obljetnice igranja organiziranog nogometa u Pleternici gostuje zagrebački Dinamo. Pred 3.000 gledatelja utakmica završava rezultatom 0:5. Obnovljene su i klupske tribine koje dobivaju sjedalice i novi krov, a u sklopu stadiona malih sportova izgrađen je malonogometni teren s umjetnom travom. |

## Slavija danas

### Stadion
Stadion NK Slavije nalazi se na adresi Trg Zrinskog i Frankopana bb. Ukupan kapacitet iznosi oko 3.000 gledatelja, od čega su 420 sjedeća mjesta (250 natkrivenih). Klub se za potrebe treninga i rada osim glavnim terenom koristi i obližnjom radnom površinom, te pomoċnim terenom koji se nalazi na izlasku iz Pleternice u pravcu Slavonskog Broda, a 2011. izgrađen je i malonogometni teren s umjetnom travom.

### Dresovi
Službena boja kluba je plava. Domaće utakmice Slavija igra u plavim dresovima, a gostujuće u crvenim.

### Navijači
Slavija nema organiziranu navijačku skupinu, ali navijači se nazivaju "Karioke s Orljave".

### Mlade kategorije
U klubu postoji pet kategorija omladinskog pogona: limači, početnici (do 12 godina), pioniri (12-14 godina), kadeti (14-16 godina) i juniori (16-18 godina). Sve mlade kategorije osim limača natječu se u 1. kvalitetnoj ligi mladeži Slavonije i Baranje, tj. 2. HNL za mlade kategorije na nivou države. Limači se natječu u županijskoj ligi.
Mlade kategorije posljednjih godina ostvaruju značajne uspjehe. Početkom 2000-tih kadeti i juniori ulaze u Prvu kvalitetnu ligu mladeži Slavonije i Baranje, a nekoliko godina kasnije to čine i početnici i pioniri. Nakon toga, kadeti Slavije u sezonama 2006./2007., 2009./2010. i 2011./2012. postižu značajne uspjehe u kup natjecanju, probijajući se ka završnicma s promjenjivim uspjehom igraju protiv prvoligaša poput slavonskobrodske Marsonije, vinkovačke Cibalie, splitskog RNK Split i zagrebačke Lokomotive.

### Memorijalni i malonogometni turnir
Svake godine zadnjeg vikenda mjeseca srpnja ili prvi vikend mjeseca kolovoza igra se tradicionalni memorijalni turnir "Stjepan Zdenko Šivo" na kojem uz domaćina sudjeluju još tri ekipe. Turnir se igra u spomen Stjepanu Zdenku Šivi, za čijeg je života i djelatnosti u klubu sagrađena tribina, a i stadion nosi njegovo ime.
Od 1995. godine NK Slavija krajem lipnja svake godine organizira malonogometni turnir s mantinelom, koji se od 2011. godine igra na umjetnoj travi.